# FC 폴렌담

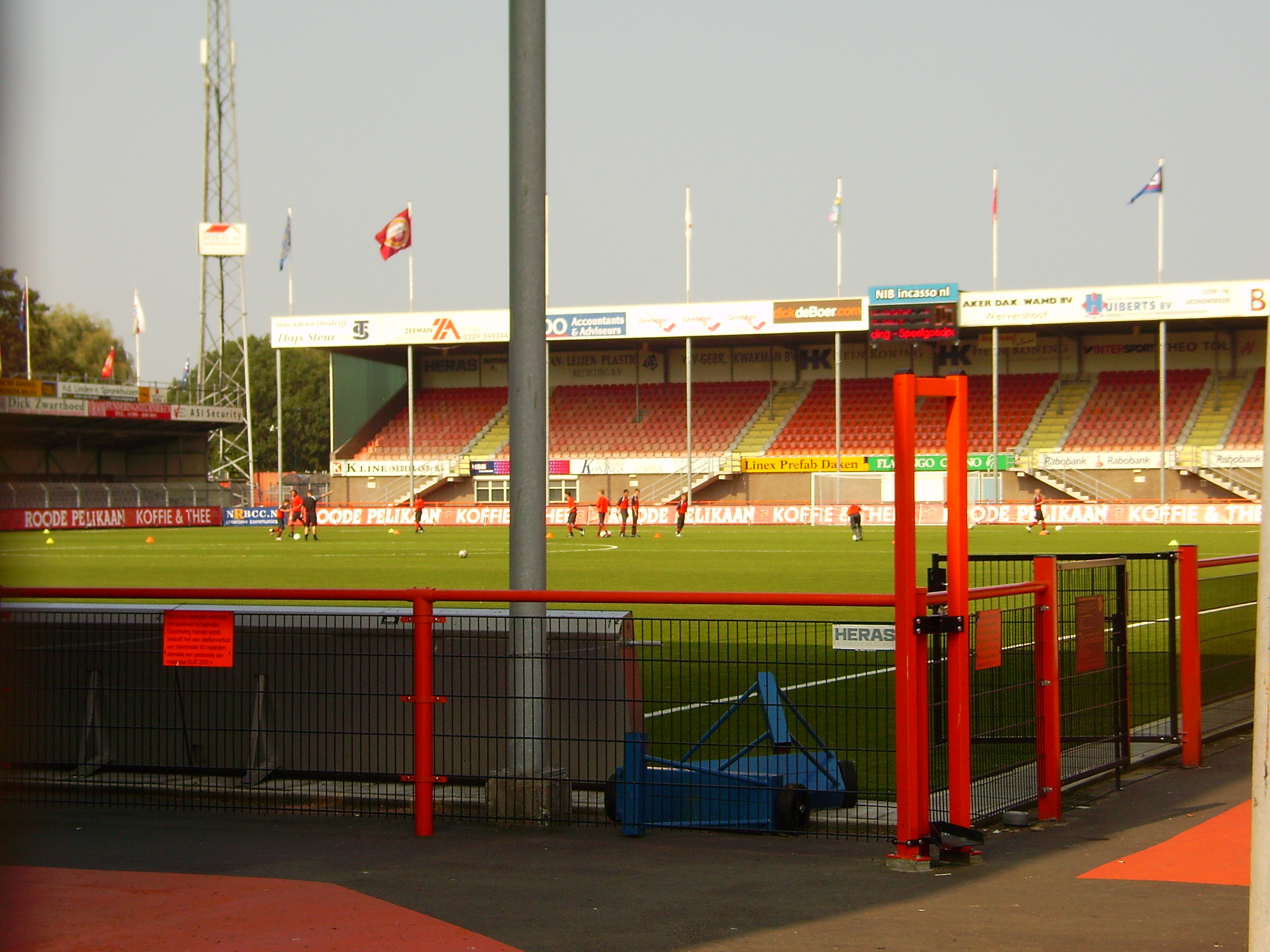
FC 폴렌담의 홈구장인 크라스 경기장

FC 폴렌담(Football Club Volendam, FC Volendam)은 1977년 6월 1일에 창단된 네덜란드 폴렌담의 축구 클럽으로 현재 에이르스터 디비시에서 활동하고 있다.

## 성적
- 에이르스터 디비시 우승

우승 (6): 1959, 1961, 1967, 1970, 1987, 2008
- KNVB 컵 준우승

우승 (2): 1958, 1995

## 선수 명단

### 현역
참고: FIFA 자격 규정에 따라 소속된 국가대표팀 국기를 표시합니다. 선수는 복수의 FIFA 비회원국 국적을 가지고 있을 수 있습니다.
| 번호 | 포지션 | 국적   | 이름            |
| ---- | ------ | ------ | --------------- |
| 3    | DF     | 토고   | 마우나 아메보르 |
| 34   | MF     | 모로코 | 임란 나지흐     |

| 번호 | 포지션 | 국적 | 이름 |
| ---- | ------ | ---- | ---- |

## 역대 감독
| 감독            | 임기        |
| --------------- | ----------- |
| 레오 베인하커르 | 1984 ~ 1985 |
| 안드리스 용커르 | 1999 ~ 2000 |
| 에르니 브란츠   | 불명        |